# 通萨

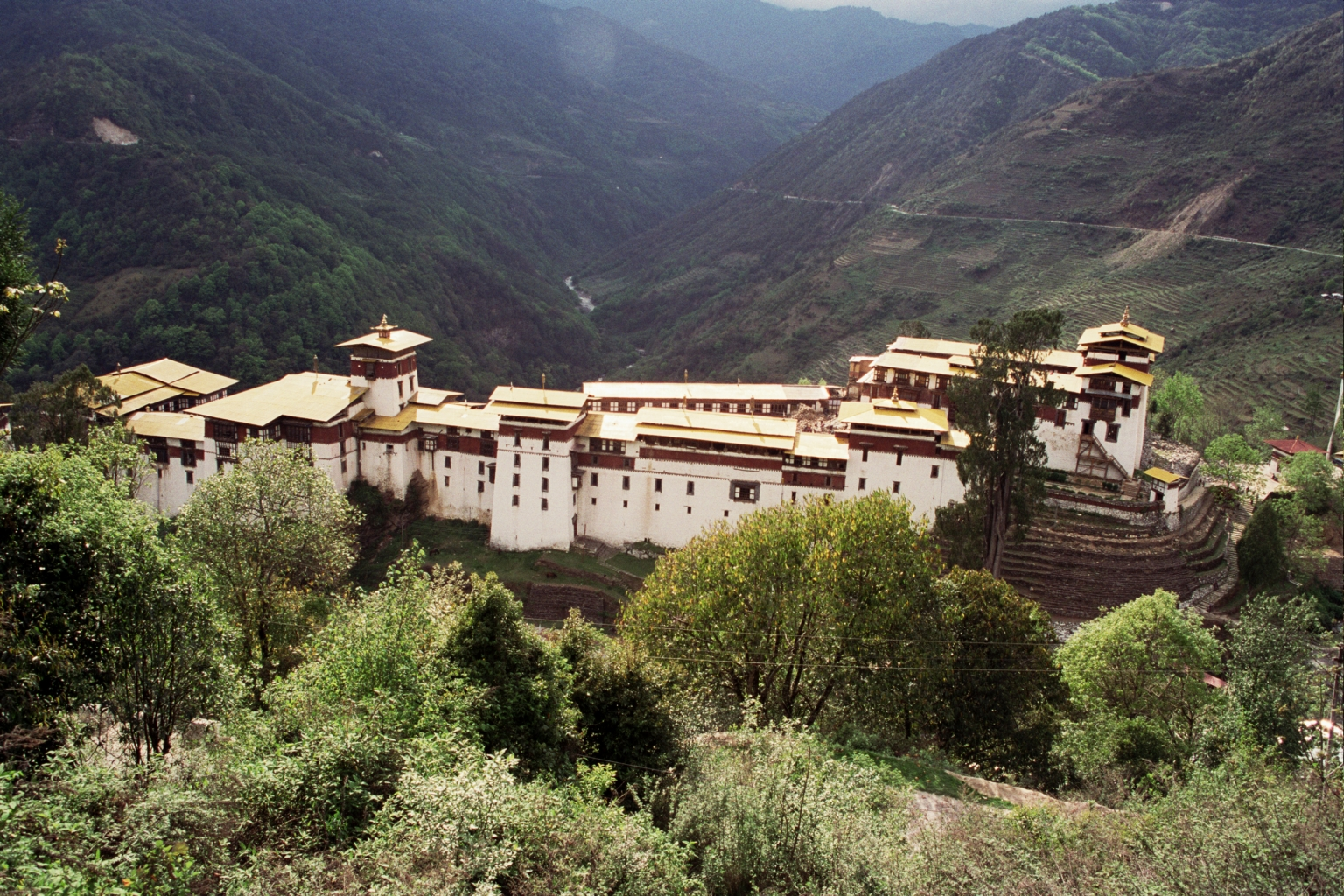
通萨

通萨（Trongsa），也译为同萨、洞萨，是不丹王国中部的一座城市，也是通萨宗的首府。位于不丹通萨河畔，平均海拔2286米。通萨是不丹皇室的祖居地，现有人口7000余人。